# Romet 50 T-1
Romet 50-T-1 – dwuosobowy motorower, produkowany w zakładach Romet w Bydgoszczy w latach 1975–1982.

## Charakterystyka
Jako jednostkę napędową posiadał jednocylindrowy, dwusuwowy silnik Dezamet 019 o pojemności 49,8 cm³ chłodzony powietrzem, będący rozwinięciem konstrukcji silnika 017. Silnik 019 miał moc 2,5 KM przy 5200 obr./min, moment obrotowy 0,35 kGm oraz stopień sprężania równy 8. Został zastosowany także gaźnik GM13F, który różnił się od popularnego GM12F zwiększoną średnicą gardzieli z 12 do 13 mm i dyszą główną z 0,40 do 0,55 mm. Średnica cylindra wynosiła 38 mm, a skok tłoka 44 mm. Sprzęgło było pierwotnie trzytarczowe, pracujące w kąpieli olejowej. Później zastąpione typowym dwutarczowym spotykanym w innych silnikach Dezamet. Maksymalne obciążenie motoroweru wynosiło 150 kg, a prędkość maksymalna 55 km/h, zużycie paliwa wynosiło 2,8 l/100 km przy 40 km/h.

## Dane techniczne
- Silnik:
  - Typ: 019
  - Rodzaj: dwusuwowy z przepłukiwaniem zwrotnym, jednocylindrowy, chłodzony powietrzem.
  - Średnica cylindra: 38 mm
  - Skok tłoka: 44 mm,
  - Pojemność skokowa: 49,8 ccm.
  - Stopień sprężania: 8.
  - Moc maksymalna: 2,5 KM przy 5200 obr./min
  - Moment maksymalny: 0,35 kGm (3,45 Nm) przy 4500 obr./min
  - Wał korbowy i stopa korbowodu łożyskowane tocznie.
  - Rozrusznik nożny.
  - Paliwo – mieszanka (1:25) z olejem
- Gaźnik: Poziomy typu GM13F o średnicy gardzieli 13 mm.
  - Główna dysza paliwowa: 0,55 mm.
  - Filtr powietrza: suchy
- Sprzęgło: mokre, dwutarczowe (pierwotnie trzytarczowe) z wkładkami korkowymi (pierwotnie bakielitowymi) umieszczone na wale silnika.
- Skrzynia biegów: trzybiegowa, zblokowana z silnikiem, zmiana biegów nożna
  - przełożenia: I bieg – 2,19:1, II bieg – 1,44:1, III bieg – 1:1.
- Napęd:
  - od silnika do skrzyni biegów kołami zębatymi, przełożenie 3,32,
  - od skrzyni biegów do koła tylnego częściowo osłoniętym łańcuchem ˝"x4,8 o 106 ogniwach, przełożenie 2,54
- Podwozie:
  - Rama otwarta rurowa spawana, grzbietowa.
  - Zawieszenie koła przedniego na widelcu teleskopowym bez tłumienia, o skoku 70 mm.
  - Zawieszenie koła tylnego na wahaczu teleskopowym bez tłumienia, skok 50 mm.
  - Siodło kanapowe dwuosobowe.
- Koła:
  - niezamienne o średnicy obręczy 19". Ogumienie 2,25-19.
  - Ciśnienie powietrza: przód 1,75; tył 2,25 bar.
- Hamulce:
  - Bębnowe sterowane mechanicznie.
  - Bębny ze stopu lekkiego, żebrowane z wtopioną żeliwną wkładką.
  - Średnica bębnów 97 mm szerokość szczęk 20 mm.
- Instalacja elektryczna:
  - Jednoprzewodowa o napięciu 6V.
  - Prądnica- iskrownik o mocy 23W.
  - Prądnica umieszczona na lewym czopie wału korbowego pod kołem magnesowym.
  - Wyprzedzenie zapłonu 4,5 mm (34st.) przed ZZ.
  - Rozwarcie styków przerywacza 0,5 +/-0,1 mm.
  - Świeca zapłonowa F100 gwint M14.
  - Odstęp elektrod świecy 0,5 mm.
  - Lampa przednia dwuświatłowa 15/15W, tylna 3W.
  - Sygnał elektryczny prądu stałego – bateryjny
- Pojemności:
  - Skrzynka biegów 0,75 l
  - Zbiornik paliwa 9 l
- Masa:
  - Masa własna 63 kg
  - Dopuszczalne obciążenie 150 kg
- Zużycie paliwa: 2,8 l/100km przy 45km/h
- Wskaźniki:
  - Zdolność pokonywania wzniesień 25%,
  - Stosunek mocy silnika do ciężaru 30 KM/T
  - Szybkość maksymalna 55 km/h,
  - Szybkość użytkowa 35 km/h
  - Stosowane barwy nadwozia (początkowo): pomarańczowa, niebieska, żółta, czerwona
- Wyposażenie: kpl. narzędzi, pompka, instrukcja